# ویلارد هریسون بنت
ویلارد هریسون بنت (انگلیسی: Willard Harrison Bennett؛ زاده ۱۳ ژوئن ۱۹۰۳ درگذشته ۲۸ سپتامبر ۱۹۸۷) یک فیزیک‌دان اهل ایالات متحده آمریکا بود.